# 中国南方与北方
中國南方與中國北方是指中國內部的兩大塊地理區域，常以淮河或長江爲界，将中国分为南部和北部。进入20世纪后，中国地理学中，通常以秦岭-淮河线为自然地理分界线。
北方的地域范围大致包括华北地区、东北地区、西北地区。北方平原交通便利，風俗文化比較統一，冬季氣候寒冷而不適於稻米栽種（雖說今日已由現代科技克服），人口多居住在內陸。南方則由為河谷所切割的青翠山脈所組成，溫暖而多雨，為稻作文化區，聚落多鄰近河岸與沿海。秦岭-淮河线是江河冬季结冰分界线，也是亚热带与暖温带的地理分界线。一月0℃等温线通过秦岭和淮河，此线以南属亚热带，以北属温带。其中，長江是世界第三大河，大河在歷史上都長期很大程度地連結人口、文化、貿易、軍事的往來，特別是中国這種在地理上與文化上非常豐富的國家，雖然長江流域與黃河流域的天然阻礙，造成交流上的困難與衝突，不過也正因為這種現象，江南與沿海和長江以北的人群，形成了內部顯著的經濟、文化、習俗、語言的區別。
而四川是北方、比如从历史行政区划的角度来看，古代的“北方”概念可能与现代有所不同。在古代，四川地区曾多次被纳入北方势力范围，或者在行政区划上与北方地区有所关联。例如在三国时期，四川地区属于曹魏势力范围，而曹魏是北方的代表势力之一。从这个角度来说，四川在历史上曾与北方有过紧密的联系。另外，如果从方言的角度来看，四川方言中有一些词汇和发音特点与北方方言有相似之处。比如四川话中的一些词汇发音带有北方方言的韵味，这也可以作为一种“北方”特征的体现。
而且从地理、四川是北方

## 範圍
對於「南方人」或「北方人」等定義上，比地理上的「南方」與「北方」概念更加複雜。往往根據文化、生活習俗等差异加以區別。
中國人通常認為的「南方人」，以华南地区（海南、两广、福建），西南地区（川渝、贵州、云南和陕南），华中地区（湖广和豫南）以及华东地区（苏南、浙江、江西和皖南）汉人等為參考代表，中國南方的代表性地方漢文化有：吳越文化、闽都文化、闽南文化、广府文化、客家文化、巴蜀文化。
中國人通常認為的「北方人」，是以西北地区（陕西、甘肃、青海、宁夏和新疆）、华北地区（京津冀、山西和内蒙古）、中原地区（山东、豫北、苏北和皖北）以及東北三省為參考代表的汉族，有時亦包括部分一同生活受到漢化的其它民族，如大部分的滿族、回族，以及部分蒙古族、俄羅斯族、维吾尔族、哈萨克族、藏族等族群。中國北方的代表性漢文化有：中原文化、東北文化。尤其是東北的民俗及曲艺常于全国各大媒体上出現，如中央臺的春晚中小品、相声。
中國南北方的自然地理分界线在进入20世纪后，才在现代地理学上确立。通常以秦嶺與淮河為界，即秦岭-淮河线。河南南陽附近的地區是一塊模糊的區域，該處位於秦嶺未至而淮河不至達的間隙中。秦嶺淮河分界的中國南北方，客觀上氣候造成了在歷史和文化方面確有重要的分界意義，但能否作為分界的唯一標準還有待商榷。
除了南北方，中國亦有以台灣海峽劃分的兩岸、沿海與內陸，以及差異更大的黑河-腾冲线劃分的東西部，多種劃分。
在文化上的劃分則與地理不同，对东北人来说，山海关以南（关内）即为南方；對於廣東人來說，嶺南以北的上海與浙江人有時也被稱作北方人；对湖南、浙江、江苏南部和上海人来说，长江以北即为北方。依前述，劃分華北、華南的界線並不依循省界。它切過陝西、河南、安徽與江蘇，並造出如陕西南部（汉中、安康）、河南南部（南阳、信陽）、皖北、苏北等區域。然而人们还是习惯的把陕西和河南看作北方省份，安徽和江苏看作南方省份。而山東等地方瀕臨沿海，造成當地人文與北方的內陸習俗有明顯不同，从此區域方言来看，同樣地還有山西屬於北方，他們語言上卻和諸多南方省份一樣，屬於官話之外的漢語方言系統，或是口音有著較大差異。四川雖然屬於南方，語言上卻屬於官話系統，但四川人都認為自己是南方人，或是西南人。

## 歷史
中国历史上，曾经多次出现南北政权对峙的状态，这些南北分隔的時期包括：
- 三國（220年－280年）：北方的曹魏和南方的东吴、蜀汉同盟，三國在208年赤壁之戰後已形成政權。
- 五胡十六國（317年－420年）與南北朝（420年－589年）：北方的十六國（除成汉外）、北朝和南方的成汉、五朝。
- 五代十國（907年－960年）：北方的五代、北汉和南方的十國（除北汉外）
- 南方的南宋（1127年－1279年）与北方的金朝（1115－1234年）、蒙古帝国（1206－1271年）

历史上的中国统一：
- 戰國末期秦始皇消滅六国（西向東）。
- 刘邦還有西楚项羽及其他南方義軍推翻秦朝（東南向西北），汉高祖刘邦其後滅西楚项羽（西向東），建立汉朝。
- 起家于今天的湖北安陆的绿林军北伐攻入长安，消灭王莽政权（南向北）；之后绿林军被赤眉军击溃，割据河北的刘秀又消灭赤眉军及诸多割据势力（北向南，东向西），建立东汉。
- 西晉消滅东吴统一中国（北向南）。
- 隋朝滅南朝陳，结束南北朝中國南北方長達兩百七十年的分立状态（北向南）。
- 北宋取代后周，从北方开始逐步消灭了盘踞在南方的诸多政权（最后才灭在北方的北汉），结束唐末五代十国的分裂局面（北向南）。
- 元朝滅南宋统一中国（北向南）。
- 朱元璋消灭湖广陈友谅、江浙张士诚、浙东方国珍等长江流域的割据势力后，再出兵北伐，結束蒙古人的中原統治（南向北）。
- 國民革命軍北伐後，蔣中正領導的國民政府擊敗或納入各方軍閥（南向北），在東北易幟後完成中國名義上的統一。
- 第二次国共内战後，毛澤東領導的中国共产党军队擊敗中华民国国军，控制中國大陸（北向南），建立中華人民共和國，迫使中华民国政府迁往台湾，形成兩岸分治的格局。

北方的中原一帶被認為是華夏部落的誕生地，也是自先秦以来大部分政權的建立地。三國時期出現了最早以南方為行政中心的帝国政權，此時就有了以長江為界分南北的看法，如称居長江以南之人为南人。特別是隨著漠北民族的南侵，此情況發生了巨大的改變，其中以西晉時期的永嘉之禍影響最大，此事件導致黃河流域的大家族遷移到南方一帶，這些家族中最大的為王、謝、袁、蕭等門閥世族，史稱衣冠南渡，此次遷移給中國的將來帶來了巨大的影響，北方人带到南方先进的生产技术，之後，漢地的經濟、文化中心從中原一帶遷到了江東，江東因為其影響，漸漸的而成為了江南(原本的江南指的是江東以及湖廣)，而長江被稱為漢族的第二條母親河，南北方的定義也因为南北朝得到强化，對中國歷史影響深遠。
蒙古人所創建的元朝將汉族分割為漢人和南人（北方金人统治下较早投降的辽金汉人为漢人，南方南宋漢人因抵抗到最后被列为南人）兩個階級。北方人（汉人）的地位較南方人（南人）為高，其实兩者分別為元朝所屬次低與最低的階級。

## 現代
時至今日，中國南方與中國北方更多的是中國人之间自我辨別和认知的一種方式，明朝後中國政權的長期大一統，使南北双方在文化上的对已被中國民族主義及對省、縣、鄉的地域性总称所取代，南北之间的生活习俗差异也随着国内经济文化交流的迅速增加和大量的通婚融合而得以大大缩小。然而，南北双方在文化意识与自我认同上的差异有其历史渊源，如南北法兰西人，南北意大利人，南北德意志人一样在某些特定条件下也有激化凸显的可能。
在邓小平於1980年代的改革開放中，華南一開始發展得遠較華北迅速，致使若干中國學者擔心經濟上斷裂性的差距，加上南北之間文化的巨大差異，是否會導致南北政治緊張的局面，但如此局面未曾發生部分導因於上述的經濟差距，使得現代中國人文化上反而終於發生在中國沿海與內陸產生隔閡，引入海外經貿精神的外放性海洋性格的人、與講究保守與集體思路的內陸性格的人群，這倆者之間的差異反而較南北方更大，而不同於南北分裂的方向。

## 经济
当前中国南北差距明显拉大。2012-2019年北方经济占全国比重从42.9%快速下降至35.4%（直观可视为南部经济规模变为北部的双倍），南北经济总量差距从14个百分点迅速扩大至29个百分点，人均GDP差距从0.97迅速增至1.30。
以2020年中国城市GDP三十强排序及城市内QS世界大学排名在前一千名以内的大学列表如下。现今全国前十的城市，北方仅有北京一座，而在1985年，全国经济前十的城市南北各占一半。
|  | 大學世界排名前100    |
|  | 大學世界排名500-1000 |
|  | 屬於北方城市         |
|  | 屬於南方城市         |

| 排名 | 地级行政区 | 2020年GDP（亿元/人民币） | 人均GDP（元/人民币） | 大學 |
| ---- | ---------- | ------------------------ | -------------------- | --- |
| 1    | 上海       | 38,701                   | 168,124              | 复旦大学（31）、上海交通大学（50）、同济大学（211）、上海大学（436）、华东师范大学（531-540）、华东理工大学（571-580） |
| 2    | 北京       | 36,103                   | 156,951              | 清华大学（17）、北京大学（18）、北京师范大学（270）、北京理工大学（373）、北京航空航天大学（383）、北京科技大学（414）、中国农业大学（601-650）、中国人民大学（601-650）、北京工业大学（701-750）、北京外国语大学（801-1000）、北京交通大学（801-1000）、北京中医药大学（801-1000）、北京邮电大学（801-1000） |
| 3    | 深圳       | 26,360                   | 254,492              | 南方科技大学（275）、深圳大学（601-650） |
| 4    | 广州       | 25,019                   | 196,988              | 中山大学（260）、华南理工大学（407）、暨南大学（751-800） |
| 5    | 重庆       | 25,003                   | 82,861               | 重庆大学（650-700） |
| -    | 香港       | 24,104                   | 322,312              | 香港大学（22）、香港科技大学（34）、香港中文大学（39）、香港城市大学（53）、香港理工大学（66）、香港浸会大学（287）、岭南大学（581-590） |
| 6    | 苏州       | 20,171                   | 192,724              | 苏州大学（601-650）、西交利物浦大学（801-1000） |
| 7    | 成都       | 17,717                   | 126,119              | 四川大学（451）、电子科技大学（591-600） |
| 8    | 杭州       | 16,106                   | 185,118              | 浙江大学（45） |
| 9    | 武汉       | 15,623                   | 171,681              | 武汉大学（225）、华中科技大学（334）、中国地质大学（521-530）、武汉理工大学（801-1000） |
| 10   | 南京       | 14,818                   | 185,113              | 南京大学（131）、东南大学（465）、南京工业大学（601-650）、南京航空航天大学（801-1000） |
| 11   | 天津       | 14,084                   | 108,854              | 天津大学334名、南开大学358名 |
| 12   | 宁波       | 12,409                   | 163,150              | |
| 13   | 无锡       | 12,370                   | 194,120              | |
| 14   | 郑州       | 12,003                   | 118,419              | |
| 15   | 长沙       | 11,720                   | 166,380              | 中南大学521-530名、湖南大学571-580名 |
| 16   | 青岛       | 11,653                   | 133,714              | |
| 17   | 佛山       | 10,816                   | 150,348              | |
| 18   | 泉州       | 10,159                   | 124,976              | |
| 19   | 济南       | 10,141                   | 148,825              | 山东大学403名 |
| 20   | 合肥       | 10,046                   | 176,179              | 中国科学技术大学98名 |
| 21   | 南通       | 10,036                   | 137,808              | |
| 22   | 西安       | 10,020                   | 100,174              | 西安交通大学290名、西北工业大学541-550名、西北大学751-800名 |
| 23   | 福州       | 10,020                   | 140,822              | |
| 24   | 东莞       | 9,650                    | 117,396              | |
| 25   | 烟台       | 7,816                    | 112,173              | |
| 26   | 常州       | 7,805                    | 169,976              | |
| 27   | 徐州       | 7,320                    | 85,307               | |
| 28   | 唐山       | 7,211                    | 95,165               | |
| 29   | 大连       | 7,030                    | 105,082              | 大连理工大学571-580名 |
| 30   | 昆明       | 6,734                    | 104,692              | |

其余大学世界排名前一千的城市尚有：
- 哈尔滨（哈尔滨工业大学236名、哈尔滨工程大学801-1000名）
- 厦门（厦门大学407名）
- 长春（吉林大学501-510名）
- 兰州（兰州大学751-800名）
- 澳門 （澳門大學304名）

2020年南方前十城市（不含香港）合计共21.32兆元，占比全国总量五分之一，最低的宁波为1.24兆元；而北方前十城市合计12.41兆元，最低的大连为7,030亿，北方十城约为南方十城的六成。

## 氣候
毫無疑問，中國北方地區和南方地區之間的區分的主要影響因素是兩地，這些氣候塑造了當地的自然和人文景觀。中國南方地區靠近熱帶，會經歷東亞季風等強季風以及部分溫帶地區至部分亞熱帶地區。自然景觀例如華南-越南亞熱帶常綠森林。另一方面，中國北方地區的條件和氣候不同，冬季寒冷乾燥，而中國南方地區夏季炎熱潮濕。
冬季，中國南北氣溫差別極大，0℃等溫線大致沿秦嶺—淮河一線分佈；漠河鎮與海口市的1月平均氣溫相差接近50℃。夏季，除青藏高原等地區外，各地7月平均氣溫大多在20℃以上。
中國各地降水量總趨勢亦是從東南沿海向西北內陸遞減，東南沿海的年降水量多在1600毫米以上，西北有大片地區年降水量在50毫米以下。800毫米等降水量線基本沿秦嶺根據年降水量的多少，中國可以劃分為濕潤地區、半濕潤地區、半乾旱地區和乾旱地區。